# Akile Hanım
Akile Rukiyye Hanım (en turco otomano: عقيل روكية هانم "inteligencia") (Estambul, c.1607 — Imperio Otomano, 1630) fue la segunda esposa legítima de Osmán II. A comparación de la primera consorte de Osman, Ayşe Sultan, ella no ostentó el título de Haseki Sultan.

## Biografía
Akile nació alrededor de 1607 y era hija de Şeyhülislam Hocazade Esad Efendi, miembro del linaje ulema más honorable de la historia otomana. Su madre era una de las hijas de Bostanzâde Mehmed Efendi, que había servido como jefe muftí bajo el sultán Murad III, y su hijo el sultán Mehmed III. Su nombre original pudo ser Rukiyye Akile, y por lo que se sabe fue criada en las regiones montañosas de Albania.

## Matrimonio
Se desconoce cómo y cuándo se conocieron (probablemente no se conocieron hasta su noche de bodas). 
En un principio, Esad Efendi rechazó la intención del sultán de casarse con su hija, porque tal matrimonio constituiría una grave ruptura con la tradición otomana. Un embajador veneciano señaló que Osman era considerado caprichoso e inmaduro a los ojos de su pueblo y que actuaba sin consultar primero a sus asesores. Además, el matrimonio entre ellos era visto como una nueva práctica que podía dañar el bienestar del imperio. Mientras tanto, a los visires les preocupaba que el matrimonio del sultán con la hija del muftí pudiera alterar el delicado equilibrio de poder en la corte imperial, ya que permitiría a Esad Efendi ejercer más influencia sobre el sultán y, por lo tanto, surgir un foco alternativo de poder entre ellos.
Al final, a pesar de su negativa inicial, Esad Efendi cumplió con la exigencia del sultán de casarse con su hija. Como dote nupcial, Osman le dio 600.000 monedas de oro a su nuevo suegro. El matrimonio se celebró en el Palacio Viejo con fuegos artificiales el 7 de febrero de 1622, solo unos meses antes de la muerte de Osman. Según registra el privy purse, Akile residió en una de las mansiones cercanas al Palacio de Topkapı, ya qué al ser una musulmana libre era incapaz que ella permaneciera en el harén viviendo con concubinas.
En noviembre del mismo año, Akile dio a luz a sus hijos gemelos: Şehzade Mustafa y Zeynep Sultan, pero ambos murieron en 1623 y 1624.
Desde su matrimonio con Osman, las relaciones de su padre con el sultán se han enfriado, al menos en parte, a causa del matrimonio. Su matrimonio con Osman supuso una ruptura brusca con la tradición dinástica, evitando las alianzas legales.

## Muerte
Después de la deposición y ejecución de Osman en 1622 y la muerte de sus hijos en 1623, se volvió a casar con Ganizade Nadiri Efendi en 1627.
Ella falleció alrededor de 1630, sin haber tenido más hijos. Fue enterrada en el Cementerio de Eyüp, donde también descansa el cuerpo de Mahfiruz Hatun, la madre de Osman.

## Descendencia
Junto a Osman tuvo dos hijos, los cuáles nacieron meses luego de la muerte de este. Se tiene la teoría de que ambos niños nacieron enfermos y eso debe sus prematuras muertes:
- Şehzade Mustafa (noviembre de 1622, Estambul — 1623, Estambul);
- Zeynep Sultan (noviembre de 1622, Estambul — 1624, Estambul), privy purse indica su nombre durante el primer año del reinado de su tío, Murad IV. El mismo año deja de ser mencionada entre octubre y noviembre, indicando que falleció entre esas fechas.